# Panorama Playground
Panorama Playground er Swabs andet album, som blev udgivet i Danmark den 13. maj 2013 i samarbejde mellem qUINT, Tall Man Records, Knowtheirname og Idiotsikker.

## Spor
| Panorama Playground | Panorama Playground                            | Panorama Playground                                     | Panorama Playground | Panorama Playground | Panorama Playground | Panorama Playground | Panorama Playground | Panorama Playground | Panorama Playground |
| #                   | Titel                                          | Sangskriver(e)                                          | Længde              |                     |                     |                     |                     |                     |                     |
| ------------------- | ---------------------------------------------- | ------------------------------------------------------- | ------------------- | ------------------- | ------------------- | ------------------- | ------------------- | ------------------- | ------------------- |
| 1.                  | "Listen Up!"                                   |                                                         | 5:33                |                     |                     |                     |                     |                     |                     |
| 2.                  | "When We Come Around feat. Tonny Flex & Alpha" | M. Samsing                                              | 3:20                |                     |                     |                     |                     |                     |                     |
| 3.                  | "Make Up My Mind feat. Blu Rum 13"             | J. Sobers                                               | 4:10                |                     |                     |                     |                     |                     |                     |
| 4.                  | "A Killer In My Dreams feat. LeGros"           | E. Samsing                                              | 5:08                |                     |                     |                     |                     |                     |                     |
| 5.                  | "Rainy Dayz"                                   |                                                         | 5:07                |                     |                     |                     |                     |                     |                     |
| 6.                  | "Don't Forget The Song"                        |                                                         | 3:59                |                     |                     |                     |                     |                     |                     |
| 7.                  | "Nothing But Love feat. Marc Balle Hansen"     | M. B. Hansen                                            | 6:17                |                     |                     |                     |                     |                     |                     |
| 8.                  | "Twillight Time feat. Mac Lethal"              | D. M. Sheldon                                           | 4:34                |                     |                     |                     |                     |                     |                     |
| 9.                  | "Music Machine"                                |                                                         | 4:10                |                     |                     |                     |                     |                     |                     |
| 10.                 | "Cold Love feat. Christopher McLaughlin"       | C. McLaughlin                                           | 4:00                |                     |                     |                     |                     |                     |                     |
| 11.                 | "This Sad World feat. Alpha"                   | A. B. Kiertzner                                         | 6:02                |                     |                     |                     |                     |                     |                     |
| 12.                 | "Time Is Calling feat. Tonny Flex"             | M. Samsing                                              | 4:31                |                     |                     |                     |                     |                     |                     |
| 13.                 | "Postyr Project - Breath (Swab Remix)"         | T. Fris, L. G. Riis, A. Bech, A. Hornby, K. F. Thorning | 5:11                |                     |                     |                     |                     |                     |                     |
| 62:02               |                                                |                                                         |                     |                     |                     |                     |                     |                     |                     |